# Patinoire de Kockelscheuer
Patinoire de Kockelscheuer je sportovní hala pro lední hokej, která byla postavená v roce 1976 v Kockelscheueru v Lucembursku. Má kapacitu 768 diváků a je domovským stadiónem týmu Tornado Luxembourg, který účinkuje ve 3. francouzské lize ledního hokeje. V roce 2006 byla v hale otevřená druhá ledová plocha se 100 místy pro diváky.

## Události
Hala hostila čtyřikrát divizi III Mistrovství světa v ledním hokeji v letech 2008, 2010, 2014 a 2022.